# Rijn- en Veenstreek
De Rijn- en Veenstreek ligt in het noordoosten van de provincie Zuid-Holland bij Alphen aan den Rijn. 

## Topografie

### Gemeenten
- Alphen aan den Rijn
- Kaag en Braassem
- Nieuwkoop

### Begrenzing
De regio grenst in het oosten aan de provincie Utrecht (Woerden en De Ronde Venen) en in het noorden aan de provincie Noord-Holland (Uithoorn, Aalsmeer en Haarlemmermeer). Ten westen liggen Teylingen en Leiderdorp, ten zuiden Zoeterwoude, Zoetermeer, Zuidplas, Boskoop en Bodegraven.